# St. Michael (Schnodsenbach)

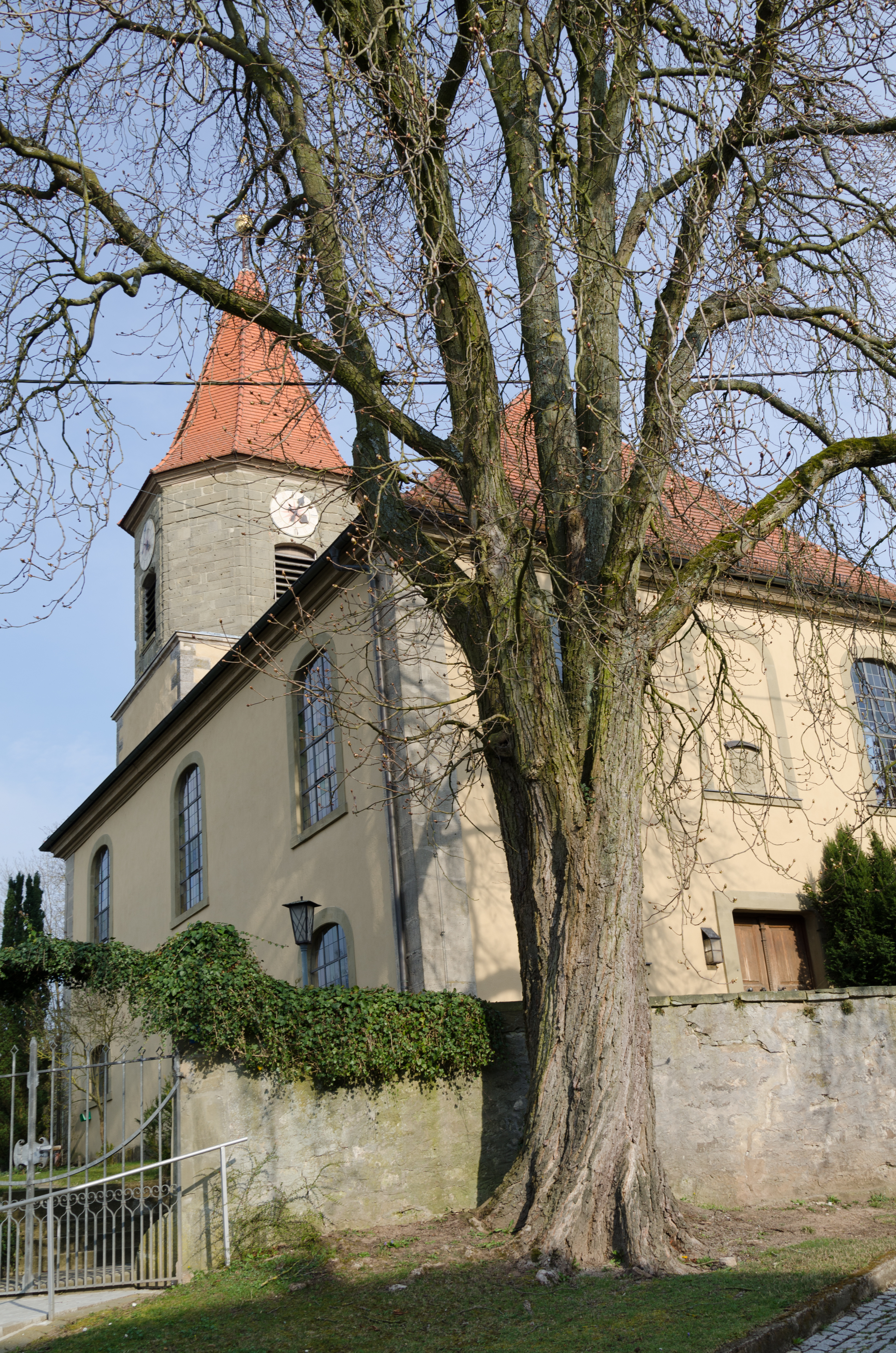
St. Michael (Schnodsenbach)

Die denkmalgeschützte, evangelisch-lutherische Pfarrkirche St. Michael steht in Schnodsenbach, einem Gemeindeteil der Stadt Scheinfeld im Landkreis Neustadt an der Aisch-Bad Windsheim (Mittelfranken, Bayern). Die Kirche ist unter der Denkmalnummer D-5-75-161-125 als Baudenkmal in der Bayerischen Denkmalliste eingetragen. Die Kirchengemeinde gehört zum Dekanat Markt Einersheim im Kirchenkreis Ansbach-Würzburg der Evangelisch-Lutherischen Kirche in Bayern.

## Beschreibung
Die unteren drei Geschosse des Chorturms auf quadratischem Grundriss der Saalkirche im Markgrafenstil stammen aus dem 15. Jahrhundert. An ihn wurde 1749/50 nach Westen das Langhaus angebaut, das mit einem Walmdach bedeckt ist. Gleichzeitig wurde der Chorturm mit einem achteckigen Geschoss aufgestockt, das die Turmuhr und den Glockenstuhl beherbergt, und mit einem achtseitigen Zeltdach bedeckt. Der Innenraum des Langhauses hat umlaufende Emporen. Der mit einem Kreuzrippengewölbe überspannte Chor, d. h. das Erdgeschoss des Chorturms, dient heute als Sakristei. Zur Kirchenausstattung gehört ein Kanzelaltar aus der Bauzeit des Langhauses.